# لری وارباس
لری وارباس (انگلیسی: Larry Warbasse؛ زادهٔ ۲۸ ژوئن ۱۹۹۰) دوچرخه‌سوار اهل ایالات متحده آمریکا است.
از باشگاه‌هایی که در آن بازی کرده‌است می‌توان به آی‌ای‌ام سایکلینگ، تیم بی‌ام‌سی، و تیم بی‌ام‌سی، و آکوا بلو اسپورت اشاره کرد.